# 卡拉爾河
卡拉爾河是俄羅斯的河流，屬於維季姆河的右支流，由外貝加爾邊疆區負責管轄，河道全長511公里，流域面積17,400平方公里，河水主要來雨水，每年十月至翌年五月結冰。